# Bratz
Bratz је америчка производна линија лутака и робе коју производи MGA Entertainment. Њен аутор је Картер Брајант.
Четири оригиналне лутке од 25 cm објављене су 21. маја 2001. године, под именима Јасмин, Клои, Џејд и Саша. Имају су очи у облику бадема са сенком за очи и велике усне. Бренд је постигао велики успех и оригинална линија лутака је проширена на Bratz Kidz, Bratz Babyz и Bratzillaz, као и друге медије попут: веб-серије, филмске адаптације, ТВ серије, дискографије и видео-игара. Године 2005. глобална продаја износила је две милијарде долара, а до 2006. Bratz је имао око 40 одсто тржишта лутака.
Линије лутака Bratz изазвале су контроверзе у неколико области, од својих стилизованих пропорција до модне одеће, уско капитализујући трендове поп културе. Од лансирања бренда 2001. године, дистрибутер франшизе MGA Entertainment био је уплетен у дуги правни спор са Mattel-ом око права на његов дизајн, који је окончан 2011. године са MGA као победником.
MGA је паузирао бренд Bratz од почетка парнице и мењао га неколико пута током његовог животног века, при чему је први од њих дошао 2010. након прве тужбе компаније Mattel, да би се вратио касније те године како би обележио 10. годишњицу бренда. Године 2013. Bratz се променио тако да има виша тела, потпуно нови лого и брендирање, и наставио се до 2014. године, у настојању да се бренд врати својим коренима. Као резултат тога, ниједан производ из 2014. године није био доступан у Северној Америци.
У јулу 2015, Bratz је поново лансирао по други пут са новим линијама лутака и увео новог главног лика, Рају, у дебитантску поставу од лансирања 2001, као и нови слоган и дизајн веб странице. Тела су поново промењена да буду висока 25 цм, али са новим телима и калупима за главу. Ове лутке су наишле на негативне реакције фанова, пошто је бренд био више оријентисан на млађу децу, а не на тинејџере и тинејџере као претходне лутке. Због лошег пријема и продаје лутке су поново обустављене 2016. године.

## Историја
Иако су Bratz лутке лоше прошле на свом дебију 21. маја 2001. — углавном због дугогодишњег монопола Барбике која је најзаступљенија Mattel — њихова популарност је порасла следећег Божића. У првих пола деценије од дебија, 125 милиона производа је продато широм света, а 2005. године глобална продаја Bratz и Bratz производа остварила је зараду од преко 2 милијарде долара. Године 2006, аналитичар индустрије играчака је указао да је Bratz заузео око 40% тржишта модних лутака, у поређењу са Барби 60%.
У августу 2010, MGA је издала своје прве Bratz лутке за годину дана како би прославила 10. годишњицу франшизе. Поред две "повратничке" колекције, MGA је такође објавио 10 нових женских Bratz ликова 10. октобра 2010. Bratz Party и Talking Bratz су били у Target, Toys "R" Us и Walmart продавницама.
У 2013, Bratz је добио нови лого и слоган, а све лутке су добиле нова тела са зглобним рукама, са висином која одговара његовом конкуренту Monster High, задржавајући своја јединствена лица и спортску потпуно нову моду. Само четири главна Bratz лика, заједно са осталима: Мејган, Фијана, Шира, Рокси и Фиби, направљена су у новим телима.
У јануару 2014, MGA је открио да ће Bratz отићи на паузу у земљи (само за/у Сједињеним Државама) на годину дана у покушају да поново изгради бренд након наводно првог поновног покретања у септембру 2010. како би прославио прву декадску годишњицу бренда , као резултат тужбе против компаније Mattel, која је наишла на смањену популарност. MGA Entertainment је сматрао да жели да бренду пружи „повратак који је заиста заслужио“.
Bratz је поново покренут по други пут током 14 година у јулу 2015. увођењем Раје, новог лика (упркос томе што је делио исто име са претходним ликом), који је пратио оригиналну главну четворку. Bratz лого је враћен на оригинал и усвојен је нови слоган. Након лоше извршеног поновног брендирања и ниске продаје, бренд је по други пут прекинут следеће године.
У септембру 2018. модни илустратор Хејден Вилијамс дизајнирао је нову линију лутака под називом „Bratz Collector“ и продавало се ексклузивно на Амазону. Бренд је био веома сличан оригиналној линији лутака из 2001. За своју 20. годишњицу у јуну 2021, у продају су пуштене реплике оригиналних лутака из 2001.

## Игрице

### Интерактивни ДВД-еви
- Livin' It Up with the Bratz (2006)
- Bratz: Glitz 'n' Glamour (2007)
- Lil' Bratz: Party Time! (2008)

### Видео игрице
- Bratz (2002)
- Bratz: Rock Angelz (2005)
- Bratz: Forever Diamondz (2006)
- Lil' Bratz: Friends, Fashion and Fun (2006)
- Bratz: Fashion Pixiez (2007)
- Bratz: The Movie (2007)
- Bratz: 4 Real (2007)
- Bratz Kidz Slumber Party! (2008)[10][11][12]
- Bratz: Super Babyz (2008)
- Bratz: Ponyz (2007)
- Bratz: Ponyz 2 (2008)
- Bratz: Girlz Really Rock (2008)
- Bratz: Fashion Boutique (2012)
- Bratz: Action Heroez (2013)
- Bratz: Total Fashion Makeover (2021)[13]
- Bratz: Flaunt Your Fashion (2022)[14]